# Odontomachus haematodus
Odontomachus haematodus es una especie de hormiga del género Odontomachus, familia Formicidae. Fue descrita científicamente por Linnaeus en 1758.
Se distribuye por China, Indonesia, Argentina, Bahamas, Bolivia, Brasil, Colombia, Costa Rica, Ecuador, Guayana Francesa, Granada, Guadalupe, Guatemala, Guyana, Honduras, México, Nicaragua, Panamá, Paraguay, Perú, Puerto Rico, Surinam, Trinidad y Tobago, Estados Unidos, Islas Vírgenes de los Estados Unidos y Venezuela. Se ha encontrado a elevaciones de hasta 1066 metros. Habita en bosques húmedos y tropicales, pantanos, dunas y la hojarasca.